# Arctogadus borisovi
Arctogadus borisovi és una espècie de peix pertanyent a la família dels gàdids.

## Descripció
- Pot arribar a fer 55,6 cm de llargària màxima i 1.500 g de pes.
- Els flancs i el dors són de color verd oliva fosc i el ventre gris clar amb taques fosques.
- Barbeta del mentó ben desenvolupada.[6][7]

## Hàbitat
És un peix d'aigua marina i salabrosa, demersal, no migratori i de clima polar (80°N-54°N, 140°W-139°E).

## Distribució geogràfica
Es troba a l'Àrtic i l'Atlàntic nord-oriental: la meitat occidental de les costes del Canadà, Alaska, Sibèria i Groenlàndia.

## Observacions
És inofensiu per als humans i d'escàs valor econòmic.